# Amerikansk cocker spaniel
För andra betydelser, se Cocker spaniel (olika betydelser).
Amerikansk cocker spaniel är en hundras från USA. Den är en spaniel som räknas till de stötande hundarna, men som framförallt är sällskapshund. Rasen har sitt ursprung i den engelska cocker spanieln, men avlades till ett annorlunda utseende i USA.

## Historia
Man anser att alla hundar i rasen har ett ursprung i en dominant avelshane, Obo II, som importerades från England 1882. Efter detta växte det fram två typer av cocker spaniel i USA, en som liknade den engelska varianten och en annan som blev ursprunget till dagens amerikanska. 1935 bildades en rasklubb för de som ville bevara den engelska typen. 1946 godkände amerikanska kennelklubben American Kennel Club (AKC) att rasen delades i två. I USA heter den amerikanska cocker spanieln enbart Cocker Spaniel medan den engelska kallas English Cocker Spaniel. I Storbritannien och Sverige är det tvärtom. 1950 importerades de första amrisarna, som de kallas till vardags, till Sverige. I Kanada hör amerikansk cocker spaniel till de populäraste hundraserna.

## Egenskaper
Amerikansk cocker spaniel är alert, frimodig, ivrig och glad, med ständigt viftande svans. Rasen är lättlärd och arbetsvillig varför den lämpar sig för olika hundsporter. Även om den avlats för hundutställningar under många år, finns jaktinstinkten kvar. I USA togs inte kravet på jaktprov bort förrän på 1990-talet. Amrisen är en idealisk familjehund som vill vara vän med alla och med där det händer något.

## Utseende
Ryggen är kortare än hos den engelska cockern och halsen är längre. Hjässan är rundad, stopet och ögonbrynen är tydliga. Öronen är ansatta i ögonhöjd. Ögonen är mandelformade och har ett mjukt bedjande, men vaket uttryck. Överläppen är lång och skall täcka underläppen. Pälsen är avsevärt längre och tjockare än hos den engelska cockern. Rasen fäller inte, men den kräver mycket pälsvård. Enligt resstandard ska lång päls täcka mage och ben och hänga från öronen, resten av kroppen ska vara kortklippt, i pannan ska det finnas lugg.